# Andamanentaling
De andamanentaling (Anas albogularis) is een kleine soort eend uit de familie Anatidae. De soort werd in 1873 door Allan Octavian Hume als aparte soort beschreven. Daarna werd deze eend vaak beschouwd als een ondersoort van de grijskeeltaling met de wetenschappelijke naam A. gibberifrons albogularis. Het is een kwetsbare, endemische vogelsoort  van de Andamanen.

## Beschrijving
De andamanentaling  is 37 tot 47 cm lang en weegt 340 tot 400 g. De vogel is overwegend bruin van kleur. Zijn kop en hals zijn iets bleker en de eend heeft een witte ring rond zijn ogen.

## Verspreiding en leefgebied
Hij leeft in de Andamanen, een eilandengroep in de Golf van Bengalen tussen India en Myanmar. Het leefgebied bestaat uit beekjes, plasjes, moerassen, rijstvelden, maar ook brak watergebieden en soms verblijft de eend op zee. De vogel broedt in holle bomen. Het broedseizoen loopt van juli tot oktober. De eenden maken een nest van gras en leggen daar ongeveer negen eieren in. De andamantaling voedt zich met weekdieren en geleedpotigen.

## Status
De andamanentaling heeft een beperkt verspreidingsgebied en daardoor is de kans op uitsterven aanwezig. De grootte van de populatie werd in 2017 door BirdLife International geschat op 250 tot 1000 individuen en de populatie wordt bedreigd door habitatverlies. Het leefgebied wordt aangetast door drooglegging van moerassen en omzetting in gebied voor agrarisch gebruik. Verder is er verstoring door jacht en visserij en er zijn geen beschermde natuurgebieden voor de soort. Om deze redenen staat deze soort als kwetsbaar op de Rode Lijst van de IUCN.